# Lachnum impudicum
Lachnum impudicum är en svampart som tillhör divisionen sporsäcksvampar, och som beskrevs av Baral. Lachnum impudicum ingår i släktet Lachnum, och familjen Hyaloscyphaceae. Arten är reproducerande i Sverige.